# Saman (dans)

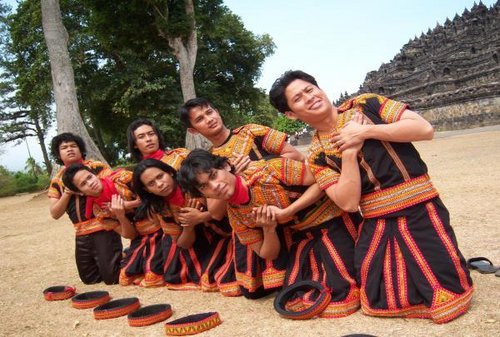
De Saman wordt opgevoerd

De Saman is een dans van de Gayo, een volk in de Indonesische provincie Atjeh. De dans wordt opgevoerd door een aantal mannen die in een rij geknield zijn.
Deze traditie werd in 2011 toegevoegd aan de Orale en Immateriële werelderfgoedlijst van UNESCO.